# Николс, Бойер
Джон Бойер Бьюкенен Николс (англ. John Bowyer Buchanan Nichols; 13 ноября 1859 — 2 июня 1939) — английский поэт.
Учился в Оксфордском университете. В 1883 г. был удостоен премии Ньюдигейта, присуждаемой за лучшее стихотворение, написанное студентом Оксфорда (немногим ранее эту премию получил Оскар Уайлд). В том же году выпустил книгу стихов «Анютины глазки» (англ. Love in Idleness) совместно с Джоном Уильямом Маккейлом и Генри Бичингом, в 1892 г. эти же три автора выпустили второй сборник «Любовное зеркало» (англ. Love's Looking Glass). В 1895 г. опубликовал, с предисловием видного критика Джорджа Сейнтсбери, книгу «Слова и дни» (англ. Words and days) — своеобразный календарь-цитатник. Сделавший наиболее успешную литературную карьеру Маккейл составил и снабдил предисловием посмертное собрание стихотворений Николса (Оксфорд, 1943).
В зрелые годы занимался преимущественно антиквариатом, входил в совет попечителей Собрания Уоллеса.
Сыновья — поэт Роберт Николс и дипломат Филипп Бойер Николс.